# Tobias Myers
Tobias Kane Myers (Winter Haven, Florida, 5 de agosto de 1998), más conocido como Tobias Myers, es un jugador profesional estadounidense de béisbol que se desempeña en la posición de lanzador en Milwaukee Brewers, equipo de las Grandes Ligas de Béisbol (MLB).

## Carrera
En 2024, Myers hizo su debut en la MLB con el equipo Milwaukee Brewers, donde lleva jugando una temporada.